# طارق السواح
طارق محمود أحمد السواح هو مواطن مصري اعتقل سابقًا في معتقل غوانتانامو الأمريكي في كوبا، من مايو 2002 إلى يناير 2016. اتهم في جرائم الحرب، ولكن تلك التهم أُسقطت عنه.

## خلفية
كان طارق السواح من المقاتلين العرب الذين قاتلوا في حرب البوسنة خلال تفكك يوغوسلافيا. وصل السواح إلى غوانتانامو في 5 مايو 2002، وظل هناك لمدة 5008 يوم حتى 20 يناير 2016.
تشير تقارير صحفية أنه كان عضوًا في جماعة الإخوان المسلمين المصرية سنة 1981. وتقول جريرة الحرب الطويلة أنه كان ماهرًا في صناعة القنابل، حيث تم تدريبه من قبل محسن موسى متولي عطوة. ويقال أنه صمم نموذج مبتكر من القنابل في صيف 2001، وأنه طور نماذج جديدة من الألغام المغناطيسية. في أغسطس 2012 أصبح السواح آخر المعتقليين المصريين في غوانتانامو.
كان السواح قد أُصيب بجروح خطيرة بواسطة القنابل العنقودية قبل الاعتقال،  وحصل على أكثر من 200 مليون جنيه كتعويض خلال أول أربع سنوات من الاحتجاز، وهو لم يحصل على المبلغ حتى الآن بحسب المقالة التي كتبتها الصحفية البولندية ليديا كوراسينسكا.

## الإفراج عنه
في 20 يناير 2016 تم إطلاق سراحه بعدما أعربت البوسنة والهرسك عن استعدادها لاستقباله على أراضيها، وطار جوًا إلى هناك في نفس اليوم.

## وصلات خارجية
- من هم السجناء المتبقين في غوانتانامو؟ الجزء الثاني: اُعتقل في أفغانستان (2001) أندي ورثينجتون 17 سبتمبر 2010.